# 城关镇 (淮阳县)
城关镇是中国河南省周口市淮阳县下辖的一个镇。

## 行政区划
城关镇下辖：民生居民委员会、西关居民委员会、人民居民委员会、北关居民委员会、新华居民委员会、花园居民委员会、东关居民委员会、南关居民委员会、蔡庄村、北关村、大宋村、白阁村、白楼村、苏马庄村、金庄村、从庄村、段庄村、小孟楼村、贾杨庄村、张庄村、团结村。